# 1965年リンドン・ジョンソン大統領就任式
第36代アメリカ合衆国大統領のリンドン・B・ジョンソンの2回目の就任式は、1965年1月20日水曜日にワシントンD.C.のアメリカ合衆国議会議事堂のイーストポルティコで行われた。これは45回目となる大統領就任式であり、大統領のリンドン・B・ジョンソンの2期目と副大統領のヒューバート・ハンフリーの唯一の任期の始まりとなった。ジョンソンの就任宣誓は最高裁判所長官のアール・ウォーレンが執り行った。ファーストレディが宣誓する大統領ために聖書を持って式典に参加するという伝統は今回のレディ・バード・ジョンソンより始まった。ハンフリーの副大統領就任宣誓はジョン・W・マコーミック下院議長が執り行った。大統領が防弾リムジンに乗って登場した最初の就任式であった。
これはナショナル・モールで行われたイベントとしては1949年のトルーマン、2009年のオバマの就任式に次ぐ史上3番目の観客数であり、120万人と推定される。大統領就任式がニュースリールで報道されたのはこれが最後であった。

## 就任祝賀会
1月18日、ワシントンD.C.では次期大統領を称えるためとして民主党全国委員会とプレジデント・クラブによって就任式前の催しが手配された。この祝賀会にはアルフレッド・ヒッチコック、ニコルズ&メイ、ウディ・アレン、アン＝マーグレット、ボビー・ダーリン、バーブラ・ストライサンド、キャロル・チャニング、ハリー・ベラフォンテ、ジュリー・アンドリュース、キャロル・バーネットといった著名人が参加した。